# Igana
Igana est un arrondissement du département de plateau au Bénin.

## Géographie
Igana est une division administrative sous la juridiction de la commune de Pobè,.

## Démographie
Selon le recensement de la population effectué par l'Institut National de la Statistique Bénin en 2013, Igana compte 11848 habitants pour une population masculine de 5585 contre 6263 femmes pour un ménage de 1946.